# 小諸光兼
小諸 光兼（こもろ みつかね、生没年不詳）は、平安時代末期から鎌倉時代前期の武将。鎌倉幕府御家人。『吾妻鏡』では「小諸」と「小室」の表記が混在している。通称は小諸太郎。本姓は滋野氏。

## 人物
治承4年（1180年）、信濃国佐久郡依田城で挙兵した木曾義仲の元に参陣し、義仲と源頼朝が対立すると、源義高 (清水冠者)を人質として供出することを献策した。その後は横田河原の戦いや倶利伽羅峠の戦いで活躍し（治承・寿永の乱）、義仲の滅亡後は、頼朝に仕えた。
文治元年（1186年）勝長寿院の落成供養の隨兵、同2年（1186年）正月、頼朝の叙従二位の儀式で隨兵を務める。同5年（1189年）の奥州合戦に参陣し、大河兼任の乱では、すでに老齢であったが、歴戦の勇士として指名を受け、再び出陣している。建久8年（1197年）に頼朝が善光寺に参詣した際には、光兼の宇当坂の館に宿泊したとされる。また寿永3年（1184年）には、頼朝から宮菊姫の所領に課せられる公事に憐み奉るよう命ぜられている。
建久元年（1190年）の頼朝の入京では、子息の小諸太郎忠兼・小諸小太郎真光が先陣の隨兵を務め、自身も石清水八幡宮参詣の隨兵を務めている。